# Всенародний конгрес угорських русинів

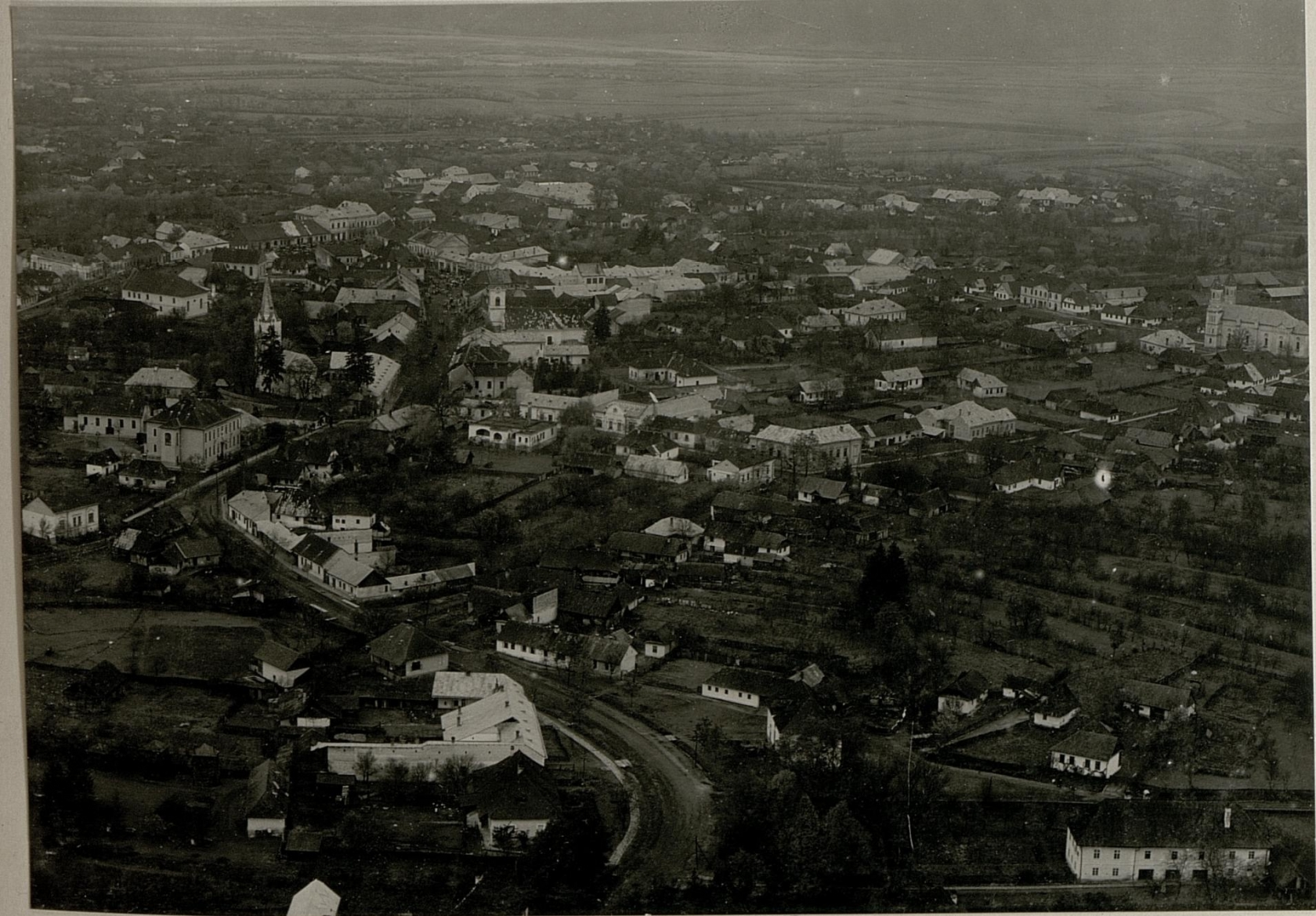
Панорама Хуста станом на 1918 рік

Всенародний конгрес угорських русинів (в історіографії також відомі як Закарпатські всенародні збори) — збори делегатів Закарпаття, що відбулися 21 січня 1919 року в місті Хуст. З ініціативою скликання виступили українці Мармарощини на чолі з М. Бращайком, С. Клочураком, Ю. Чучкою, М. Долинаєм на зборах 18 грудня 1918 року в м. Сиготі. На конгресі (з'їзді) прийнято рішення про возз'єднання Закарпатської України з Великою Україною. 

## Історія рішення
Складні процеси в суспільно-політичному житті краю та в міжнародних відносинах — розпад Австро-Угорщини, революція в Угорщині (жовтень 1918) та проголошення Угорської Народної Республіки (листопад 1918), створення Чехословаччини (14 листопада 1918), Лютнева революція та жовтневий переворот 1917 року в Росії і проголошення УНР та ЗУНР, нарешті, політика Антанти — гостро поставили проблему самовизначення й державності Закарпаття. 1918 року тут почали виникати різні ради (робітничих, солдатських і селянських депутатів, народні чи національні) як політичні органи на місцях, що висували соціальні та національно-культурні вимоги, зокрема відносно нового державного статусу Закарпаття. Орієнтація в цьому питанні була різною — прорадянською, проугорською, прочехословацькою і проукраїнською. Під впливом подій у Закарпатті 21 грудня 1918 уряд Угорської Народної Республіки видав Закон № 10 «Про національну автономію русинів, що проживають в Угорщині».
Проголошена автономія Закарпаття (т. зв. Руська Країна) була досить обмеженою і не одержала підтримки у населення краю, яке тривалий час зазнавало утисків від угорців. Значну активність у питанні про державну належність і статус краю виявила численна карпато-русинська (закарпатська) еміграція в США, яка на плебісциті 13 вересня 1918 висловилася за приєднання Закарпаття до Чехословаччини. Рішення й резолюції місцевих рад дедалі більш виразно засвідчували зростання зумовленої етноісторичними й національно-культурними факторами української орієнтації. Мараморош-Сігетська рада звернулася до інших рад Закарпаття із закликом скликати загальні збори представників усіх рад у Хусті й обговорити питання «з ким маємо жити». Протягом кінця 1918 — початку 1919 повсюдно проходили збори місцевих рад, на яких обиралися делегати на з'їзд у Хусті.
21 січня 1919 на з'їзд прибуло 420 делегатів від 175 (з-поміж 400) населених пунктів Закарпаття та близько тисячі гостей з навколишніх сіл. Практично всі виступаючі вимагали возз'єднання з Україною. У прийнятій одноголосно резолюції проголошувалося:
 — під «окремішнім положенням», ймовірно, йшлося про особливий статус Закарпаття в складі Української держави.
Сформовано делегації для вручення цього рішення керівникам українських народних республік — ЗУНР і УНР. Наступного дня, 22 січня 1919, на Соборній площі у Києві, де відбувався історичний Акт Злуки, ЗУНР говорила і від імені Закарпаття.
30 січня 1919 року в часописі «Закон і право» опублікували документи, у яких йшлося про те, що територія Закарпаття вважається складовою частиною Соборної Української Держави. Представник від Закарпаття мав входити до найвищого органу УНР — Директорії.
Політична ситуація в Закарпатті ускладнювалася втручанням інших держав у його внутрішні справи. За згодою Антанти, 12 січня 1919 чехословацькі військові частини зайняли Ужгород, далі територію краю на захід від річки Уж. Східні регіони Закарпаття почали окуповувати румунські війська. За Сен-Жерменським мирним договором 1919 року Закарпаття під назвою Підкарпатська Русь увійшло до складу Чехословаччини.

## Рекомендована література
- Стерчо П. Карпато-українська держава: До історії визвольної боротьби карпатських українців у 1919–1939 роках. — Торонто, 1965.
- Ванат I. Нариси новітньої історії українців Східної Словаччини. — Кн. 1. — Пряшів, 1979.
- Мишанич О. Від підкарпатських русинів до закарпатських українців. — Ужгород, 1991.
- Болдижар М. Закарпаття між двома світовими війнами. — Ужгород, 1993.
- Магочій П.Р. Формування національної самосвідомості: Підкарпатська Русь (1848–1948). — Ужгород, 1994.
- Нариси історії Закарпаття. — Т. 2. — Ужгород, 1995.